# Berit Reichel
Berit Reichel (* 1967) ist eine deutsche Rettungsschwimmerin. 
Sie wurde 2006 Weltmeisterin mit der 4-mal-50-Meter-Staffel im Hindernisschwimmen und mit der 4-mal-50-Meter-Puppenrettungsstaffel jeweils gemeinsam mit Marion Hannebohm, Gisela Schönfeld und Susanne Gierlich. Bei den Weltmeisterschaften 2008 errang sie zweimal Gold und jeweils einmal Silber und Bronze. Sie wirkt in Magdeburg als Schwimmtrainerin (Stand 2017).
2006 durfte sich Reichel in Anerkennung ihres sportlichen Erfolgs bei der Weltmeisterschaft 2006 in das Goldene Buch der Stadt Magdeburg eintragen.